# Boucardicus albocinctus
Boucardicus albocinctus là một loài ốc đất liền có nắp, là động vật thân mềm chân bụng sống trên cạn thuộc họ Cyclophoridae.
Nó là loài đặc hữu của Madagascar. It lives in rừng khô nhiệt đới hoặc cận nhiệt đới. The survival of Chúng hiện đang bị đe dọa vì mất nơi sống.